# (3493) Степанов
(3493) Степанов (лат. Stepanov) — типичный астероид главного пояса, открыт 3 апреля 1976 года советским астрономом Николаем Черных в Крымской астрофизической обсерватории и 12 сентября 1992 года назван в честь советского астронома В. Е. Степанова.

## Обнаружение и именование
(3493) Степанов
Открыт 3 апреля 1976 года в Научном Н. С. Черных.
Назван в память о члене-корреспонденте бывшей Советской академии наук Владимире Евгеньевиче Степанове (1913—1986), хорошо известном своими работами в области физики Солнца и солнечно-земных отношений. В течение многих лет он руководил солнечными исследованиями в Сибирском институте земного магнетизма, ионосферы и распространения радиоволн и многое сделал для развития астрономии в Сибири.
Оригинальный текст (англ.)3493 Stepanov
Discovered 1976-04-03 by Chernykh, N. at Nauchnyj.
Named in memory of Vladimir Evgen'evich Stepanov (1913—1986), a corresponding member of the former Soviet Academy of Sciences, well-known for his work in solar physics and solar-terrestrial relations. For many years he led the solar researches at the Siberian Institute of Terrestrial Magnetism, Ionosphere and Radio Wave Propagation, and he did much for the development of astronomy in Siberia.
Источники: DISCOVERY.DB; M.P.C. 20835.

## Орбита

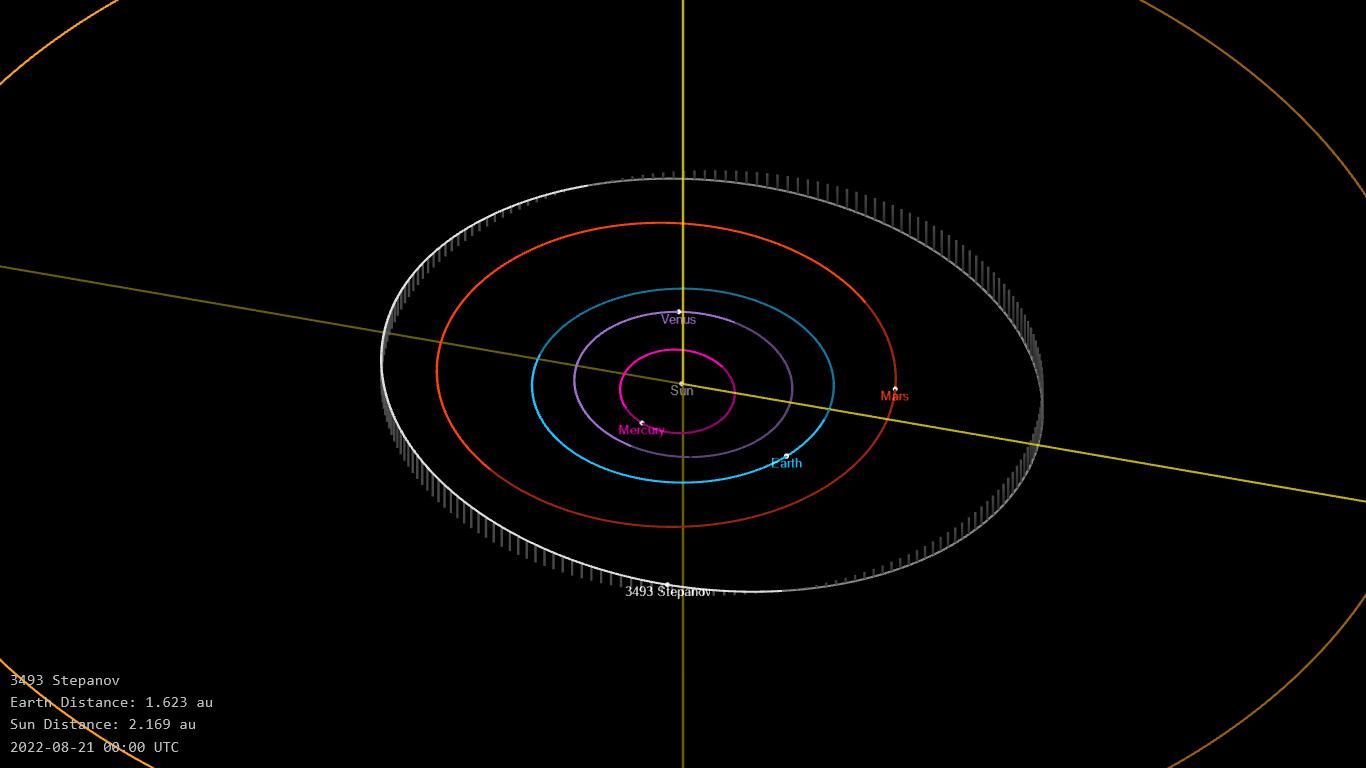
Орбита астероида Степанов и его положение в Солнечной системе

## Физические характеристики
Из результатов второго этапа спектроскопической съёмки малых астероидов главного пояса (Small Main-belt Asteroid Spectroscopic Survey, SMASSII) следует, что астероид относится к таксономическому классу S.
По результатам наблюдений в видимом и ближнем инфракрасном диапазоне космического телескопа NEOWISE диаметр астероида сначала оценивался равным 6,30±0,29 км, позже — 5,36±1,25 км и 6,300±0,288 км.
Согласно тем же источникам альбедо оценивается как 0,281±0,029 и 0,29±0,13.